# 小橋建太
小橋 建太（こばし けんた、1967年〈昭和42年〉3月27日 - ）は、日本の元男性プロレスラー。本名及び旧リングネームは、小橋 健太（読み同じ）。京都府福知山市出身。血液型B型。
1990年代後半から2000年代を代表するプロレスラーの1人で、東京スポーツ主催のプロレス大賞、日刊スポーツMVPなど、多くの受賞経験を持つ。
現役時代は全日本プロレス及びプロレスリング・ノアで活躍。三冠ヘビー級王座を3度を獲得し、GHCヘビー級王座獲得時には、防衛13回、在位2年に渡る長期王座を築いた。
全日本プロレスの運営会社／全日本プロ・レスリングの取締役、プロレスリング・ノアの運営会社・株式会社プロレスリング・ノアの取締役、取締役副社長を歴任し、2013年に個人事務所「Fortune KK」を設立して代表取締役となった。

## 人物
リングネームは全日本プロレス所属まで本名の「小橋健太」だったが、2000年にノアが創設されたのを機に、新しい自分と新しい団体を建てるという意味を込めて「小橋建太」に改名。
2006年7月18日の高山善廣復帰戦に際し、小橋と高山がタッグを組むことで話題を集めたが、2006年6月29日、精密検査で腎臓癌が見つかり、手術・治療のため長期欠場。7月に腹腔鏡下手術を行い、無事成功。189日後の12月10日の日本武道館大会に姿を見せ近況を報告。2007年10月27日の日本武道館大会に姿を見せて、復帰戦の対戦カードを自ら発表。そして12月2日の日本武道館大会で、546日ぶりとなるリングに復帰した。2008年の上半期は会場限定で出場を行い、2月26日にデビュー20周年記念試合が行われた。その後、海外遠征やイベント、単発興行にも出場。8月シリーズより全戦出場を果たしたが、9月9日に右腕遅発性尺骨神経麻痺、両肘関節遊離体により再び欠場、手術を行った。欠場中も、サイン会、撮影会、トークショーには参加していた。2009年3月1日の日本武道館大会で176日ぶりに復帰し、復帰戦では勝利を収めた。2010年1月5日に肘部管症候群によりシリーズ欠場を発表した。
2010年6月21日、同年秋に演歌歌手のみずき舞と結婚することを発表。同年10月2日に挙式。
2011年6月13日、三沢光晴メモリアルナイトが行われた、大阪府立体育会館第二競技場大会の前半戦終了後リングに姿を現し、翌月7月23日に大阪府立体育会館で行われる「GREAT VOYAGE 2011 in OSAKA」大会での復帰を発表した。
2012年2月19日、仙台サンプラザホールでの東日本大震災復興支援チャリティープロレス「ALL TOGETHER 〜もう一回、ひとつになろうぜ〜」の試合中、左脛骨骨折と右膝内側側副靭帯損傷ならびに右脛骨挫傷を発症し、欠場に入る。
同年12月9日、現役からの引退を表明した。2013年5月11日、日本武道館で開かれた引退興行「FINAL BURNING」にて、引退試合を行った。
2014年6月8日、自身のプロデュース興行「Fortune Dream 1」を開催。12月10日、後楽園ホールで「Fortune Dream 2」を開催した。以降、「Fortune Dream」を定期開催している。
2014年11月1日、現役時代に培ったプロレス流トレーニングを“日本の健康作り”と題して協栄グループと開発。
一般向けにアレンジしたトレーニングメソッドを「小橋建太監修プロレスエクササイズチャレンジ」(略:K-PEC)と題し横浜市緑区、協栄スポーツクラブ十日市場のスタジオにて開講。プロレス流トレーニングにて人々の健康作りを行っている。
2015年5月11日、プロボクサー兼モデルの高野人母美とともに尚美学園大学総合政策学部ライフマネジメント学科の講師に就任し、6月より2016年3月まで月1回の割合で教壇に立つことが発表された。同年8月12日、第1子となる女児が誕生したことを妻の所属事務所を通じて発表した。
2019年より世田谷区等々力で24時間制スポーツジムの経営を始める。

## 略歴
- 1967年3月27日 - 京都府福知山市で生まれる。本名の由来は「太陽のように健康に」と著書に書かれている。
- 1982年4月1日 - 京都府立福知山高等学校入学。
- 1985年4月1日 - 京セラに入社。
- 1987年2月14日 - プロレスラーになるため京セラを退職。一度書類審査で落ちるも、通っていたジム会長[† 3]の紹介で6月に全日本プロレスへ入門。
  - 12月16日 - 後楽園ホール「ハル薗田選手夫妻を偲ぶメモリアル・セレモニー」で行われたバトルロイヤルで、菊地毅とともにプレデビュー。
- 1988年2月26日 - 滋賀・栗東町（現・栗東市）の栗東町民体育館大会にて、大熊元司戦で本デビュー。
- 1989年3月27日 - ジャイアント馬場と組んで、フットルース（川田利明、サムソン冬木）の持つアジアタッグ王座に挑戦。デビューから1年でのタイトル初挑戦、またそのパートナーがジャイアント馬場であることが話題となった。
- 1990年4月9日 - 二代目タイガーマスク（三沢光晴）と組んで、初のベルトであるアジアタッグ王座を獲得。
- 1993年12月3日 - 三沢と組んで世界最強タッグ決定リーグ戦初優勝、第24代世界タッグ王者に就く（初戴冠）。
- 1994年12月10日 - 三沢と組んで世界最強タッグ決定リーグ戦連覇、第25代世界タッグ王者に就く。
- 1995年12月9日 - 三沢と組んで世界最強タッグ決定リーグ戦史上初の3連覇。
- 1996年7月24日 - 田上明を破って第16代三冠ヘビー級王者に就く（初戴冠）。
- 1997年5月 - ジョニー・エース、パトリオットとユニットGETを結成。
- 1997年9月28日 - FMWの川崎球場大会に出場。マウナケア・モスマンと組んでハヤブサ、新崎人生組に勝利。初の他団体参戦となる。
- 1998年6月12日 - 川田利明を破って第19代三冠ヘビー級王王座戴冠、勝利インタビューで「新時代宣言」を提唱。
  - 9月11日 - 秋山準らと共にユニット「バーニング」を結成。
- 1999年5月2日 - ジャイアント馬場死去後の全日本プロレス新役員体制が発表され、小橋は取締役に就任。
- 2000年2月27日 - ベイダーを破り第25代三冠ヘビー級王者に就く。勝利インタビューで再び「新時代宣言」を行う。
  - 4月15日 - チャンピオン・カーニバルで念願の初優勝。
  - 6月15日 - 取締役を辞任し全日本を退団し、三冠ヘビー級王座を返上。翌日に新団体「プロレスリング・ノア」へ移籍を発表し、取締役に就任。同時に膝の手術で入院。
  - 8月5日 - ノア旗揚げ戦。オレンジに紺の模様が入ったタイツ、シューズで登場。翌日、秋山にシングルで初めて敗れる。
  - 10月7日 - この日からコスチュームを黒にグレーの模様を入れたタイツ、フード付きガウンで登場するようになる。
  - 12月23日 - ノア初のビッグマッチとなる有明コロシアム大会にて、秋山とメインイベントでシングルマッチを行う。
- 2001年1月18日 - この日を最後に膝の手術とリハビリのため欠場。
  - 7月27日 - ノア1周年記念大会（日本武道館）で挨拶。秋山からの依頼によりGHCヘビー級選手権試合（三沢VS秋山戦）をテレビ解説した。
- 2002年2月17日 - 日本武道館大会にて、秋山、永田裕志組戦（パートナーは三沢）で395日ぶりにリング復帰。タイツの模様を紫色に変更した。しかし、試合で左膝前十字靱帯不完全断裂を負い、全治4か月と診断。再び欠場。
  - 7月5日 - 後楽園ホール大会にて、井上雅央、金丸義信組戦（パートナーは鈴木鼓太郎）で、138日ぶりの再復帰戦を第1試合で行う。トップロープを飛び越えるジャンピングリングインを披露した。
  - 7月26日 - 浅子覚の引退試合（代々木第二体育館大会）。一夜限りの超世代軍復活でオレンジタイツを使用。
- 2003年3月1日 - 三沢の保持するGHCヘビー級王座に挑戦。タイトルマッチにおける対三沢戦初勝利を達成し、第6代GHCヘビー級王者に就く。以後、2年間王座を保持し13度の防衛に成功。
  - 5月2日 - 新日本プロレス東京ドーム大会にて、蝶野正洋を挑戦者にGHCヘビー級選手権試合を行い、防衛。
  - 6月6日 - 本田多聞と組み第6代GHCタッグ王者に就く（初戴冠）。
  - 7月10日 - ノア初の東京ドーム大会となる東京ドーム大会にて、メインイベントで秋山とGHCヘビー級タイトルマッチ（防衛）。
- 2005年7月18日 - ノア二度目の東京ドーム大会にて、佐々木健介とシングルマッチで対戦。壮絶な「剛腕対決」を制す。
  - 9月20日 - 初のアメリカ遠征に出発（10月4日帰国）。ROHのニューヨーク大会にてサモア・ジョーとシングルマッチを行う等、各地を転戦した。
- 2006年6月4日 - 本田と組み第12代GHCタッグ王者に就く（2度目の戴冠）。
  - 6月29日 - 右腎臓に4 - 5cmの（腎臓癌）が見つかり、治療のためこの日から欠場。GHCタッグ王座を返上した。
  - 7月6日 - 5時間半に渡る腹腔鏡による右腎臓摘出手術を行い、無事成功。
  - 7月27日 - 退院。病院には10万羽の千羽鶴と1000通の激励メールが届く。
- 2007年1月20日 - 両膝の手術を行う。
  - 10月27日 - 日本武道館に姿を見せて、「レスラー小橋建太として戻ってきます!」と宣言し、小橋自身の口から復帰戦のカードを発表。
  - 12月2日 - 日本武道館大会にて、三沢、秋山組戦（パートナーは高山善廣）で546日ぶりのリング復帰を果たした。
- 2008年2月26日 - 京王プラザホテル八王子5階ホール大会にて、デビュー20周年記念特別試合が行われた。
  - 9月9日 - 右腕遅発性尺骨神経麻痺、両肘関節遊離体により手術を行い、再び長期欠場。
- 2009年3月1日 - 井上雅央戦で176日ぶりの復帰戦を第1試合で行う。これに勝利。
  - 6月8日 - 橋誠に勝利して、第9代GHC無差別級王者になる。
  - 7月6日 - 田上明を社長とする新役員体制が発表され、取締役副社長に昇任。
  - 8月30日 - 小島聡の呼びかけにより9年ぶりに全日本に参戦。
  - 9月27日 - 三沢光晴追悼興行（日本武道館）にて、武藤敬司とタッグで初対決を行い、勝利。
  - 10月12日 - 蝶野のデビュー25周年記念試合で、蝶野、武藤とトリオを結成して勝利を飾った。
- 2010年1月5日 - 肘部管症候群によりシリーズ欠場。
  - 6月21日 - 同年秋に演歌歌手のみずき舞と結婚を発表。
- 2011年6月13日 - 三沢光晴メモリアルナイトの前半戦終了後リングで復帰を発表。
  - 7月23日 - 大阪府立体育会館で秋山・斎藤彰俊組を相手に、潮崎豪とタッグを組んで復帰するも敗北。
  - 8月26日 - 東北大震災チャリティー興行「ALL TOGETHER」で、武藤敬司とタッグを結成する。
  - 9月29日 - 任期満了につき取締役副社長を退任。
- 2012年2月19日 - 東日本大震災復興支援チャリティープロレス「ALL TOGETHER 〜もう一回、ひとつになろうぜ〜」で再び武藤とタッグを組み勝利するも、試合中に左脛骨骨折と右膝内側側副靭帯損傷ならびに右脛骨挫傷を発症、再び長期欠場に入る。
  - 12月9日 - 両国国技館大会にて引退を表明[5]。
- 2013年3月17日 - 全日本両国大会に来場。この時、PWF会長だった馳浩が、会長の退任を告げるとともに後任として小橋を第4代会長に任命する。この時点では前向きではあったが、引退後に回答するとして承諾は保留[13]。結局、体制の混乱も影響して就任せず（小橋本人曰く「正式なオファーは頂いてなかった」）、ドリー・ファンク・ジュニアが就任[14]。
  - 5月11日 - 日本武道館の引退記念試合「FINAL BURNING」をもって引退。ムーンサルトプレスからの勝利という有終の美を飾った。
  - 9月8日 - WRESTLE-1旗揚げ戦にてGAORAの解説者Xとして登場。引退後初のプロレス解説となった。
  - 12月20日 - この日収録が行われたFIGHTING TV サムライ「VERSUS」にて武藤敬司からW-1スカウト部長に指名され、前向きな回答を出した[15]。
- 2014年2月14日 - 自身がプロデュースする興行「Fortune Dream1」を6月8日に後楽園ホールで開催すると発表[16]。

## 入場テーマ曲
初代：「SNIPER」（作曲：松原正樹）
当初は原曲をそのまま使用。その後、原曲に効果音がついた入場バージョンが作られた。ノア旗揚げ後は、2002年7月26日に浅子覚の引退試合で一度使われた（前奏は「GRAND SWORD」Full Size Version）。
若手時代の小橋本人はこの曲を大変気に入っており、入場曲テーマ曲を変えないかと聞かれた際、何度も断り続けたと言われている。
この曲を選んだのは、全日本のリングアナウンサーだった木原文人。
二代目、四代目：「GRAND SWORD」（作曲：鈴木修）
1998年6月12日、2度目の三冠王者になり、新時代宣言をした日に原曲を使用。その後は、前奏部分がそれぞれ異なったバージョンを使用。
- 「Big Match Version」…「GRAND SWORD」のスローバージョンを合体。全日本時代に使われた。
- 「Version III」…「バーニング」のテーマ曲を合体。ノア旗揚げ翌日の秋山戦でも使われた。
- 「NOAH Version」…「Big Match Version」に効果音を加えたもの。ノア旗揚げ戦から、長期欠場する2001年まで使われた。
- 「Full Size Version」…2002年2月17日に復帰してから、2003年3月1日のGHC選手権三沢戦まで使われた。その後、GHCヘビー級王座喪失後の2005年7月18日の佐々木健介戦（東京ドーム）から、また一から出直すという意味を込めてこの曲に戻し、引退まで使用した。

三代目：「BLAZIN」（作曲：ジェイ・グレイドンと日本人ギタリスト「K-A-Z」の演奏・アレンジとジェイ・グレイドンのオリジナル）
GHCヘビー級王者となった直後のシリーズから2005年7月まで使用した。

## 得意技
小細工を使わずにひたすら相手の技を受けてチョップ、ラリアット、スープレックスで試合を作る。数ある技の中で、フィニッシュ・ホールドとして使用されたことが多かったものはラリアットである。大一番に限りバーニング・ハンマーがフィニッシュとなることも多かった。
癌闘病からの復帰後はフットワークの衰えが顕著となり、よりチョップを主体とした動きの少ないファイトスタイルとなった。

### フィニッシュ・ホールド
剛腕ラリアット
小橋の剛腕から繰り出されるラリアット。ショートレンジ式、走りこみ式、カウンター式がある。倒れた相手を無理やり起こし、十分にためを作って右ひざを落とし肩を入れて叩き込む場合は居合い抜き式と称される場合もある。
1996年7月5日、大阪府立体育会館第二競技場にてパトリオットからこの技で初フォールを奪ってからラリアットに覚醒し、9月5日の日本武道館大会での三冠戦で、ラリアットの始祖であるスタン・ハンセンもこの技でフォールした。小橋曰く「ハンセンにラリアットで勝った日本人は僕だけです」とのこと。フィニッシュとして使い始めた当初、外国人係だったジョー樋口を介してハンセンに呼び出され、「乱発はするな。一発で決めるつもりで使え」といった趣旨のアドバイスを受けた。
バーニング・ハンマー
アルゼンチン・バックブリーカーの体勢で相手を両肩に担ぎ上げ、下半身を押し上げながら倒れ込み、相手の首を傾け座るように頭頂部からマットに叩き落す超デンジャラスな必殺技。
初期の頃は、コーナートップにリングに向かって背を向くように相手を置き、アルゼンチン・バックブリーカーの体勢に抱え上げてから、相手の首を傾け座るように頭頂部から叩き落す技。ここ一番の必殺技である。1998年10月24日に全日本プロレス時代に、三沢光晴に対して初披露した際には名称が無く、後にゲームに登場した時に当時の小橋のキャッチフレーズに因んで名前が付けられた。尚、オリジナルではなく、井上京子のビクトリア・ドライバーと同型。あまりの危険度とその威力に、被害者の秋山準は「俺の受け身を信用して出したのなら、もう二度と信用してほしくない」とぼやいた。
リストクラッチ・バーニング・ハンマー
相手の股の下に相手の左腕を通して自身の左手で掴む右腕を相手の右腕の下を通して相手の首に回す抱え上げアルゼンチン・バックブリーカーの様な形で担ぎ上げ、そのままシットダウンすることで相手の後頭部からマットに叩きつける変型デスバレーボム。
頭の抱え方がバーニング・ハンマーと異なるため、アルゼンチン・バックブリーカー返しとして使われるスリーパーで絞めるが使えず、しかもリストクラッチの影響で片手片足を封じられるため、担がれた後の回避方法は無いに等しい。過去の使用実績は2004年9月10日の田上戦、2006年3月5日のKENTA戦の2回のみ。
当初は眠々打破という名称もあったが（休火山と称されていた田上明を目覚めさせるという意味の新技だったので）、商標の関係で現在ではこの名称は使用されていない。
リアル・ブレーンバスター
小橋が大一番で繰り出す垂直落下式ブレーンバスター。落とす時に首を支えている左腕を離さず、そのまま首に巻きつけ落とすという危険な技。リアルの由来は、ブレーンバスターの考案者の一人であるキラー・カール・コックスのブレーンバスターをビデオを見て研究し、コックスそっくりのフォームに仕上げたため。バイソン・スミス戦で初披露。
ムーンサルト・プレス
別名月面水爆。小橋の初期のフィニッシャー。握り拳を作りながら観客にアピールした後、トップロープから高く飛び上がって放つ。小橋にとって最初の必殺技であり、ハンセンからの初勝利もこの技で奪った。
全日本プロレス時代に乱発し、膝を痛める。ムーンサルトの先輩である武藤敬司から「余り使いすぎるな、俺みたいにボロボロになる」というメッセージを伝え聞いた小橋は、「ありがとうございます。でも、僕の膝ももうボロボロですよ」と返したという。結局、手術・長期離脱の原因を作ったことから、ノア以降使用が控えられる。しかし、2004年4月の高山善廣とのGHCヘビー級王座防衛戦において鬼の形相で握り拳を作って「行くぞ!」と叫び、コーナーを駆け上ると高山の顔面を強打するムーンサルトを繰り出して勝利した。以降、大一番において再び使用するようになり、引退試合でもこの技で有終の美を飾った。
なお、「なぜやる前に握り拳を作るのか?」という質問に対し、「威力が倍増するから」と答えている。
延髄式ギロチン・ドロップ
若手時代からよく見せていた技である。1996年の三冠初戴冠時には、王者の田上に対し、トップロープからのダイビング式を決めて勝利を収めた。膝の怪我の影響のため、後年はほとんど使わなくなった。

### 打撃技
逆水平チョップ
小橋の代名詞ともいえる技。
思いっきり踏ん張り腰の回転を用いて、右腕を相手の胸板へ叩きつける。
2005年7月18日に行われた東京ドームの佐々木健介戦では5分以上チョップのみ打ち合い、試合中両者合わせて218発（小橋は112発）ものチョップ合戦が行われた。その際解説の高山から「これ日テレ、両者のチョップの数をカウントした方がいいよ」と言われている。試合後右胸をどす黒く腫らせた健介は「（水平をやられる人間の気持ちが）やっと分かったよ…」と述べている。多くのレスラーが受けたくないと口にしている。なお、曙はこのチョップを片手でキャッチするという離れ技を見せたことがある。
大根斬りチョップ
バックブリーカーの状態で捕らえた相手の頭を左手で固定し、喉元・胸に手刀を叩き落す技。初出は2004年の東京ドーム大会のメイン、秋山準とのGHC選手権。その後はエルボー式、膝で相手の首を固定、ギロチン式、リングからエプロンに相手の首を出し断崖式で叩き込む等のバリエーションが出てきている。
2005年5月の雑誌インタビューにて本人がこれを大根斬りチョップと称し、正式名称となった。
青春の一撃
両腕を揃えて、腕だけでなく上半身の体重を活かすような形で相手の右肩口へ斜めに叩きつける技。出す前に2,3回力強く手を叩き合わせてから構えるのが特徴。
2005年9月に放送されたテレビ番組「NANDA!?」のチョップ特集の際、共演した天山広吉のモンゴリアンチョップに影響された技である。初披露は9月11日の愛知県体育館。
当初はそのままダブルの袈裟斬りチョップ等と称されていたが、10月下旬に矢島学アナが自身の番組ズームイン!!サタデーと番組サイトを利用してこの技の名称を募集。80人から72通りの技名を厳選し、小橋に選んでもらった結果「この技を出す方も、受ける方も青春時代に戻れるから」という理由で、11月5日の放送日を以ってこの名前となった。
マシンガン・チョップ
相手をコーナーに押し込み、段々とスピードを上げながら重い逆水平チョップを5 - 6発叩き込む。そして拳を握り、「行くぞ!」と観客にアピールをしてからスピード重視の逆水平チョップを速射砲で打ち続ける技。この時、試合会場に響く音を指して、打ち疲れ遅くなったと思ったら再び早くなり、長いと20秒間は打ち続けることがある。
健介等、チョップを得意とする選手と対戦すると、相手も小橋に向けマシンガンチョップを繰り出してくる。
ローリング袈裟斬りチョップ
回転して相手の首筋にチョップを叩きつける技。
ジャンピング・ショルダー・アタック
相手をロープへ振った後自らも反対側に走り、対峙する瞬間に飛び上がり肩から全体重を乗せて相手へ突き当たる技。若手時代にこの技の名手であるアニマル・ウォリアーに教えを乞い習得したもので、フォームもアニマルと似通っている。体をコンパクトにまとめて当たりに行くのが特徴。小橋自身が「この技で自分の調子が分かる」と証言するように、試合の前半でよく使われる技の一つである。

### 投げ技
長滞空ブレーンバスター
相手を垂直に抱え上げた状態で静止して、長時間溜めてから叩きつける。
ライスシャワー
ブレーンバスターの体勢で相手を抱え上げ、相手の首をつかんだまま自らは尻餅をつき、同時に相手の体を肩を支点に後方へ反転させ、尻餅の衝撃で相手の後頭部辺りを肩へ打ち付ける。ブレーンバスターからネックブリーカーへ移行する複合技。肩に負担がかかるため、完全な形で成功させるのは難しいが、成功すれば相手の首に大きなダメージを与えられる技。
朝日放送『探偵!ナイトスクープ』の中で依頼者（依頼者が米屋の店員だったため、それに因んだ技名を依頼者が考えた）が考案した。完成した暁には小橋が実際に試合で使用する予定だが、上記の通り非常に高難度の技であり小橋本人も番組内で「充分な練習が必要」と語っている。
ダイヤモンド・ヘッド
小橋のオリジナル技で2002年の新春に行われたハワイ合宿にて編み出した。名前の由来は、ハワイの代名詞であるこの活火山から。
パワーボムの体勢で相手を右肩まで担ぎ上げて自ら、右側に上半身を捻りながら体を脇で抱えて真横へサイドバスターの様な体勢に持ち替えて、全体重を相手に掛けながらマットに叩き落とす技。
復帰後使用することを宣言していたが、2002年10月17日金丸義信に対して初使用した際に、予期しない形で落とされた金丸がアバラを負傷したうえ失神してしまい、病院送りとなった。以降、封印され引退まで使用される事は無かった。
ブラック・クラッシュ
ブレーンバスターの体勢で抱え上げて相手を横にひねりながら後方に倒れこみ右肩に顔面を叩きつける。
タイツがオレンジから黒に変わった直後の新技であり、オレンジクラッシュと導入が似ていることから雑誌でブラッククラッシュと名づけられた。初出が2000年12月23日に有明コロシアムで行われた秋山戦だったが、2回程度しか使われていない。
河津落とし
相手の腕を引っ張って背中からロープに倒れ掛かり、反動と相手の勢いを利用してのキチンシンクから間を置かず仕掛けていく。ショルダーアタックと並んで序盤に於ける定番技である。
オレンジ・バックブリーカー
リバースDDTの様に相手をとらえ、相手の背中を自分の膝に落とす技。
バーニング・ソード
上記のオレンジ・バックブリーカーで相手の背中を膝に落とし、そこから自分の体を投げ出しつつ、体を相手方向に捻って、相手をとらえた腕とは逆の腕で相手の首を刈り取るように後頭部を叩きつける。TV中継でのファンからの公募で名前が決定。

### パワーボム系
パワー・ジャック
パワーボムで叩きつけた後、ジャックナイフ固めの体勢になってフォールにいく。若手時代に多用していたが、晩年はハーフネルソンスープレックスを代わりに使うようになった。
オレンジ・クラッシュ
ブレーンバスターの体勢で抱え上げ、前に放り投げて開脚しながら尻餅をつき、相手を背面からマットへジャンピングボムで叩きつける技。オレンジタイツ時代によく使われていた。
ストレッチ・ボム
前屈みにした相手の左手を相手の股下に通して右手で掴み、左手はコブラツイストの要領で上半身を絞り上げた状態で、強引に上方へ持ち上げ、開脚しながらパワーボムの形で叩き落すオリジナル技。相手は右手が掴まれたままなので受身が取りにくい。
秋山準のデビュー戦シングルマッチで初披露され、受身を取ることが出来なかった秋山は半失神してしまった。大技だが、週刊プロレスの「健太ッキー・ボム（ケンタッキー・ボム）」という命名に対し「技が殺された」と不快感をあらわにし、以後使用回数が減った。なお日本テレビや他のマスコミではストレッチ・ボムを使用し、それが定着したため、ケンタッキー・ボムの名称は使用されなくなった。
ターンバックル・パワーボム
コーナーのターンバックルにパワーボムの体勢で持ち上げた相手を後頭部から叩きつける危険技。受身がとれないだけでなく、ぶつかる瞬間が分かりにくいため覚悟がし辛い。最初に仕掛けた相手は三沢である。

### スープレックス系
ハーフネルソン・スープレックス
ハーフネルソンの体勢から左手で相手の前タイツ部分を掴み、そのまま後方に投げる。受ける側は脳天からまっさかさまに投げ飛ばされる。本田多聞は、受身を取りそこない脳天からマットへ落下し、しばらく失神してしまった。中盤から終盤にかけて2発3発と連続して繰り出されることが多い。秋山準いわく「首だけが危険、というのは素人考え。僕は叩きつけられた際回転しすぎて膝の靱帯を伸ばした。雅央さんは骨盤を折っちゃうし、もう最悪」。
何度か断崖式で繰り出そうとしているが、危険すぎるために相手は全力でこれを阻止し全て失敗に終わっている。スクウェア・エニックスのゲーム『オールスタープロレスリングII』では、絶対に失敗する技(ハーフネルソンスープレックス?)として収められている。また、2006年4月23日の丸藤戦で、雪崩式を繰り出している。
2003年に行われた蝶野正洋との一騎討ちでは、何度も起き上がってくる蝶野に対して、計6発を叩き込んだ。
スリーパー・スープレックス
スリーパーで絞った後、右手を補助していた左手を相手の左脇に差し込み、投げやすく持ち替えてから後方に投げ捨てる。ハーフネルソン同様急角度で落ちる投げ技であり、首が完全に固定されている為ハーフネルソンよりも危険度が高い。
元々小橋はジョニー・エースのコブラクラッチ・スープレックスを使用していたが、現在の形に改良した。基本的にビッグマッチ限定で、ハーフネルソン・スープレックスの後に用いられることが多い。

### 関節技
ヘッドロック
太い腕で相手の頭を締め上げる。相手がロープに振ろうとしたり、バックドロップで投げられても、決して腕を離さない。
テキサスクローバーホールド
テキサス式四つ葉固め、荒馬固め等とも呼ばれる。テリー・ファンクが日本に持ち込んだ技。足を裏四の字の形に変則的に交差させての逆エビ固めで、サソリ固めにおいて自分の足を差し込むのを、代わりに両腕を差し込んだかたちと見ることも出来る。小橋の若手時代からの得意技である。
どんたく固め
2006年4月放送の『探偵!ナイトスクープ』にて、(自分が考えたプロレス技をプロレスラーにやって欲しい)という依頼が採用される。その役に小橋が選ばれ、その際に披露された技の一つである。原型は手でサソリ固めをかけるという物だったが、小橋はその形では決まる前に逃げることが出来ると指摘。その場でテキサスクローバーホールドのように相手の足をロックし、そのまま釣り上げるという形に改良した。改良型が放送直後の2006年4月16日博多スターレーン大会にて金丸義信を相手に披露されている。
カナディアン・バックブリーカー
若手時代の得意技。トップ戦線に加わってからはほとんど使っていないが、この技を基にしてダイヤモンドヘッド（前述）を開発している。
フルネルソン
背後から相手の脇に両腕を差し入れ、首の後ろをグイグイと締め上げる技であるが、小橋は主に相手が座った状態で繰り出す。近年あまり関節技が見られなくなった小橋が、主に繰り出す絞め技である。

### フォール技
ローリング・クレイドル
回転揺り椅子固め、回転股裂き固め、とも呼ばれる。テリー・ファンクが使用していた技で、若手時代に得意としていた。コブラツイストのような体勢から倒れこみ、マットに円を描くような感じで転がった後フォールに行く。返されたら再び円を描くように転がる。現在は元付き人の潮崎豪がこの技を使っている。

## タイトル歴
全日本プロレス
- 第16代・第19代・第25代三冠ヘビー級王座
- 第24代・第25代・第32代・第34代・第36代・第40代世界タッグ王座（パートナーは三沢光晴→ジョニー・エース→秋山準で各2回ずつ）。

第24代の時に世界最強タッグ決定リーグ戦に専念するために一度王座返上。同トーナメントは世界タッグのベルトがかけられることとなり、三沢・小橋組が優勝、再び世界タッグ王者となった（1993年までは世界最強タッグリーグシリーズ時に王位を返上し、その年の最強タッグの優勝チームにベルトが与えられる決まりだった）。
- 第51代・第53代・第59代アジアタッグ王座（パートナーはタイガーマスク→ジョニー・エース→菊地毅）
- 新春ヘビー級バトルロイヤル（優勝1回／1993年）
- チャンピオン・カーニバル（優勝1回／2000年）
- 世界最強タッグ決定リーグ戦（優勝5回／1993年・1994年・1995年・1998年・1999年）

パートナーは1993年 - 1995年まで三沢光晴→1998年・1999年が秋山準。
プロレスリング・ノア
- 第6代GHCヘビー級王座

在位2年・防衛13回という圧倒的な記録を誇り「絶対王者」と呼ばれた。
- 第9代GHC無差別級王座
- 第6代・第12代GHCタッグ王座（パートナーは2回とも本田多聞）

プロレス大賞
- 1989年 新人賞
- 1993年 殊勲賞、最優秀タッグチーム賞（＆三沢光晴）…ダブル受賞
- 1994年 技能賞、最優秀タッグチーム賞（＆三沢光晴）…ダブル受賞
- 1995年 年間最高試合賞（6/9日本武道館、世界タッグ選手権、三沢光晴＆小橋健太VS川田利明＆田上明）
- 1996年 最優秀選手賞
- 1997年 年間最高試合賞（10/21日本武道館、三冠ヘビー級選手権、三沢光晴VS小橋健太）
- 1998年 最優秀選手賞、年間最高試合賞（10/31日本武道館、三冠ヘビー級選手権、小橋健太VS三沢光晴）…ダブル受賞
- 1999年 最優秀タッグチーム賞（＆秋山準）
- 2003年 殊勲賞、年間最高試合賞（3/1日本武道館、GHCヘビー級選手権、三沢光晴VS小橋建太）…ダブル受賞
- 2004年 年間最高試合賞（7/10東京ドーム、GHCヘビー級選手権、小橋建太VS秋山準）
- 2005年 年間最高試合賞（7/18東京ドーム、小橋建太VS佐々木健介）
- 2007年 カムバック賞、年間最高試合賞（12/2日本武道館、三沢光晴＆秋山準VS小橋建太＆高山善廣）…ダブル受賞
- 2011年 年間最高試合賞（8/27日本武道館、小橋建太＆武藤敬司VS矢野通＆飯塚高史）
- 2013年 特別功労賞

## 人柄
プロレス界における小橋の絶対的な人気は、激しい試合内容だけでなくその人柄に拠る所が大きい。以下、小橋の人柄を表すエピソードを記す。

### 練習内容、試合態度
- 特別なスキルもなく、いわゆるノンキャリアで入門したにも関わらずトップレスラーとなりえたのは、誰よりも練習に励んでいたからだとも言われている。全日本時代にジャイアント馬場の付き人としてハワイへ行った際、ひたすらトレーニングしていたのを見かねた馬場が「休むのも練習の内だから休め」と命令したほどである。前座時代に試合前のスパーリングで足をケガして歩けなくなった際にも馬場に試合の出場を志願したが、「今日来てくれるお客さんは、ジャンボ鶴田、天龍、タイガーマスクを観に来ているんだ。お前を観に来てるんじゃないんだよ。でもお前がトップに立った時、もう休むことはできないんだ。だから今は休めるから今日は休め」と説得されている[17]。また、全日本プロレス中継で解説していた馬場に「小橋は趣味が練習、職業はプロレスラー」と言わしめたこともある。若手の頃は日本人選手だけでなく、全日本に参戦していた外国人選手ともトレーニングを積み、当時全盛だったロード・ウォリアーズの両者から、当時日本では浸透していなかったウェイト・トレーニングの理論を教わったり、ディーンとジョーのマレンコ兄弟とサブミッションのトレーニングを積んだり、アマチュア・レスリングでオールアメリカン入りした経験を持つスティーブ・ウィリアムスとアマレスのスパーリングを行ったりした[18]。トップとなって以降も練習に手を抜かず、道場には若手の誰よりも早く来て汗を流した。秋山やKENTAでさえ、小橋の練習に付き合いオーバーワークで病院へ運ばれたという逸話がある。同じく2002年の復帰直前KENTAとハワイ合宿を敢行していた際、本当に一日中ジムへ篭っていたためKENTAが驚愕し「最後の日に土産を買う時間だけはください」と懇願したという話もある[19]。
- 全日本時代、小橋の試合を解説していた川田が「あいつを殺すには刃物は要らない。ダンベルを取り上げればいい」と発言したことがあり、彼の練習好きを端的に表す名言として知られている。全日本での若手時代に、異常とも思える小橋の練習熱心さを見て「馬鹿じゃないのか」と嘲笑した中堅選手たちに対し、当時既にトップレスラーだった天龍源一郎が「おまえら笑ってるけどな、今にこいつに食わせてもらう日が必ず来るぞ」と言ったことも有名である[20]。
- 1997年1月20日、大阪府立体育会館での三沢を挑戦者として迎える三冠戦前日、小橋は母親に電話をかけ「俺が死んでも三沢さんを恨まないでくれ」と伝えた。試合後はスポーツ番組へ2人とも生出演する予定だったが、小橋は病院へ直行したため、結局番組は三沢のみの出演となった。
- 観客やマスコミの前で弱みを見せることが殆ど無い。唯一長期離脱に入る直前の2001年1月18日を除いては、テーピングした膝を絶対にマスコミに撮らせなかった。2006年2月11日の「佐々木健介デビュー20周年記念試合」（後楽園ホール）にて、天龍の椅子攻撃により唇から歯が突き抜け大量の血が流れたが、試合途中に焦って駆けつけ治療しようとするトレーナーの浅子覚を笑顔で制し、触らせなかった。試合後も用具を持ってリング上までやって来た浅子を止め、勝ち名乗りとほぼ全選手による記念撮影まで参加し、最後まで観客の見える所では治療を受けなかった。
- 2004年、2005年の東京ドーム大会ではどちらも壮絶な試合を繰り広げたものの、翌日から元気にトレーニングを開始している。2004年から2005年にかけて東京スポーツ新聞の一面企画として特訓シリーズを開始。ゲーセン特訓、北海道蟹特訓など常軌を逸したトレーニングを行った、2005年の東京ドーム大会で佐々木健介とのシングルマッチを行った翌日には、「肉体的にはやっぱりキツイけど、翌日にフリーの佐々木選手は試合があるとレフェリーの西永秀一に聞いたので、負けられないと思って道場に来た。でも、練習を始めた頃に西永が走ってきて『佐々木選手は試合がありませんでした』と言うもんだから、仕方がないから練習して帰った」そうである。一方の佐々木健介は小橋との試合で興奮したためか、試合後の控え室で早速チューブトレーニングや腕立てに励んでいた。
- 若手時代に全日本のお家騒動で海外修行へ行けなかったため、海外での試合に強く憧れていた。2005年、GHCを失ったことから身軽になった小橋は海外での試合を訴えるようになる。同年9月20日、遂にアメリカに渡った。アトランタからセントルイスに向かう飛行機内では（許可を得た後）上半身裸でトレーニングを開始し女性乗務員に「グレートマッスル!!」と驚かれていたが、同性愛者と思われる男に股間を触られ、流石の小橋もこれには堪えかねたか「アメリカは怖いね…」と呟いた。しかし、目的地につくと午後11時にもかかわらず、開口一番「ジム開いてないの?」と言ってのけた。
- 2006年、腹腔鏡下手術からしばらくした後、8月に医師から許可が出てリハビリを開始したが、そのリハビリとはウエイトトレーニングのことであった。一般にウエイトトレーニングはプロレスの練習の一つとして捉えられているが、小橋本人にとっては、受身やスパーリングができるようになった段階でプロレスの練習を再開できたという認識のようである。手術後100kg近くまで落ちた体重は、リハビリと術後経過による食事制限の緩和によって徐々に元の体重（115kg前後）に戻っていた。
- 入院した際に、三沢は「病室にダンベルを持ち込ませるなよ」と全選手に命令を下していたと言われている。
- 2009年6月14日、対戦相手に合計126発のチョップを披露。三沢光晴への追悼とした。

### 性格
- 負け惜しみや悪口、大口を叩くなどということは一切無縁である。小橋と対戦経験のある鈴木みのるは、「俺に挑発されたレスラーは大抵ムキになって言い返すけど、そうすると向こうの印象が悪くなるだけだし、大体口で俺に勝てるわけがねぇ。でも小橋はそういうことが無い。あいつこそ真のベビーフェイスだ」と、小橋を評価している。
- GHC王者だった時には、ベルトを綺麗に磨き、ベルトと会話するのが日課であり、ベルトを持参したファンとの撮影会の翌日にもかかわらず、ピカピカに磨かれたベルトを見て付き人だったKENTAや潮崎豪は大変驚いていた。
- ファンサービスが丁寧であることも知られている。どんな状況でも必ず笑顔でサインをし、断ることはほとんど無い。小橋自身が幼少期、新日本プロレスを観戦に行き、スター選手だった藤波辰巳にサインを求め、快くサインをしてもらったという思い出があり、デビュー時からファンを非常に大切にしている。また中学生時代、全日本の試合会場でダイナマイト・キッドへサインを求めるも、キッドに色紙を投げ捨てられたことがあり[18]、これが反面教師となった。倉持明日香は小橋の大ファンであり、2009年5月27日・6月10日・8月5日放送分の『AKBINGO!』で小橋に関する逸話を直筆の紙芝居で熱弁する「小橋の小話」を披露したのを知ると、8月5日放送で小橋自らVTRで出演し、倉持に「今度試合に招待します」とメッセージを送った。後日、小橋は約束通り倉持を試合に招待し、さらに「明日香ちゃんへ」と書いた小橋のサイン入りTシャツを贈った。
- 2006年6月24日に小橋は右腎臓に腫瘍があると告知をされていたが、翌日福島で行われたファンクラブイベントのバーニング杯ボウリング大会に参加した。いつもと変わらぬ様子で、後に欠場が発表される7月の高山復帰戦への応援に対しても「おう、ありがとう!」と応えていたというが、担当医師からは試合への出場は絶対不可、一日でも早い入院を、と厳しく言われていた。後に同じくイベントに出ていた菊地毅は、心中の動揺を全く感じさせなかった小橋の様子を振り返り「小橋選手の生き様ってものを見せられた」と語っている。
- かなりの汗っかきであり、バラエティ番組等に出演した際、周りは汗一つかいてないにもかかわらず小橋だけが滝のような汗を流していることが多い。トークショー等では黒い扇子を持参し、汗をかき始めるとその扇子で自分の顔を扇いでいる。また、全日本時代のファンクラブ主催のハワイ旅行では、当時、入門二年目だった秋山準とホテルで同室になり、小橋が一晩中14度に設定したクーラーを入れっ放しにしていたため、秋山は「先輩だから文句は言えないし、毛布をかぶっていても耐えきれなかった。冷凍庫の地獄のようだった」と証言している。
- プロレスリング・ノア中継で番組最後に行われたDVDのプレゼント告知を担当した際、数秒の告知でNGを10回以上も出したほどのアガリ性であり、結局オンエアされたものも棒読みであった。全日本時代はファッションに無頓着であり、Tシャツにダボダボのスウェット姿やジャージ姿でいることが殆どであった。ノアに移籍して以降はテレビへの露出が増加したこともあり服装にも気を使っているようであるが、その殆どがグレーのポロシャツもしくはTシャツである。「他に洋服を持っているのか?」との疑問も聞かれる。なお、全ての全日本所属選手がTシャツを必ずズボンに入れていたのは馬場の教えである。
- 2003年に「プロレス大賞でMVPをとった時のために」と白い和服を仕立ててもらっているが、結局MVPは取れておらず試着以降袖を通していない。

### プライベート
- 全日本時代の1996年より、のちに演歌歌手・みずき舞となる細江真由子と交際していた[21]。しかし、長らく結婚をせず、2006年の誕生日では「ベルトが恋人だから結婚の予定はない。今後するつもりもない」と生涯独身を断言したが、同年5月にKENTAが入籍を発表してから、「最近のKENTAの調子のよさは内助の功もあるのかな」と、結婚に対しての興味を見せていた。雑誌等で必ず小橋をネタにする秋山は、小橋の妻になる条件として「小橋さんが4時半に起きると言うことは、カミさんは3時半に起きて飯の準備しなくちゃいけない。また、エアコンの温度は16度」と語っている。みずきに腎臓がんを伝えた際に彼女からプロポーズされたが、その時は「自分の事だけでもどうなるかわからないのに、全てを背負う事はできない」として断っている。しかし、2007年にリング復帰を果たしてがんを克服したのを機に心境が変化し、改めてみずきにプロポーズ、ついに2010年に結婚した。なお、交際開始当初から細江は芸能人であった上にアイドル歴があったこともあり、マスコミに交際が知られないようにするため、カモフラージュとしてノア旗揚げ2年目あたりから秋山に同性愛者のデマを流された[22]。このデマが思ったより浸透してしまったこと[23]、また小橋本人も交際を匂わせる発言をめったにしなかったことにより、2010年6月21日の交際・結婚の公表まで熱愛報道をされることは一切なかった。前述の通り2015年に娘が誕生したが、「痛い思いをしてほしくない」という理由で娘が将来プロレスラーになることに反対していることを2022年2月14日放送の『SHOW激!今夜もドル箱』にゲスト出演した際に発言している。
- 田上明とは仲が良く、公の場では彼のことを「AT」と呼ぶ（5つ年上のため、プライベートでは「田上さん」と呼んでいる）。大舞台で田上とタッグを組むことになる度に小橋は数日間通しての泊りこみ特訓を提案するが、田上の趣味である釣りで海上に逃げられたりしている。
- 全日本時代は整髪料で固めた髪形がトレードマークで、田上に「棒で叩いたら棒の方が割れるほど固い」と言われた際には、スポーツ刈りが伸びかかった田上の頭を指差し「田上さんだって美川憲一みたいな髪型してるじゃないですか」と返している。
- 無類の競馬好きであり、中央競馬に限らず地方競馬にも積極的に投資している。2004年のJBC競走（大井競馬場で開催）では同レースを制したアドマイヤドン鞍上の安藤勝己騎手へのプレゼンターを務めた後、最終レースまで観戦し、最終レース終了後に今までの的中馬券を大量に換金している。2013年8月4日に小倉競馬場で開催された小倉記念では同レースを制したメイショウナルト鞍上の武豊騎手へのプレゼンターを務めた。
- 愛読誌は「週刊漫画TIMES」（芳文社）。
- なぜか動物や子供に敬遠される人間のようで、2005年に秋山と共にイギリスへ渡った際は、本来人間慣れしている公園のリスに逃げられ、ファンイベントで母親から赤ちゃんを手渡された途端泣き出されてしまっている。2006年の「北海道馬特訓」では馬が近づいてきたことへ大いに感動していた。
- カラオケの十八番は、CHAGE and ASKAのモーニングムーン。秋山によると、機嫌が良かったり酔っ払った時には必ず選曲するらしい。全日本プロレス中継のエンディングテーマでも一度だけ流れたこともある。
- 左目の下に泣きぼくろがある。

### その他
- CHARCOAL FILTERのベストアルバム『C☆BEST＋Flying Hi-High』のCMに出演しており、真っ暗なトレーニング場でダンベル片手に「だーめーなじぶんをーあいせはしないー」と歌うという非常にシュールな姿を見せてくれている（特設ページ。CM映像あり）。また、プロレス好きを公言しているSEX MACHINEGUNSのライブアルバムは『Burning Hammer』と名づけられており、そのジャケットはイニシャル「K.K」と記された人物の剛腕となっている。
- 『ひらめ筋GOLD』の「ハイパー騎馬戦チャンピオンズカップ」の出場要求を受けた時、秋山が出ないと聴くと、秋山の控え室に来て「準! お前出ろよ!」と言った。「その日は予定があるから」と秋山が断ると「準が出ないなら俺も出ないから!」と言い出した（秋山談）という。結局秋山も出ることになり、小橋、秋山、力皇、ムシキング・テリーというノア最強の布陣を組む。一試合目の新日本プロレス（天山広吉、タイガーマスク、棚橋弘至、中邑真輔）には勝利したが、次戦のWRESTLE-1（曙、プレデター、WRESTLEマスク1号、2号）には、曙の圧倒的な体格の前に押し切られ敗北した。この敗北に対し小橋は、「思った以上に悔しい」と語っている。
- 地元の福知山市動物園のシロテナガザルの「健六」は、彼の名前の一部からもらったものである。
- 1993年のスティーブ・ウィリアムスとの三冠挑戦者決定戦で殺人バックドロップを食らい敗れる。奇しくもスティーブ・ウィリアムスから食らったこの殺人バックドロップがきっかけで、全日マットでは脳天から叩き落とす危険な技の応酬のスタートとなった。
- 1990年代前半、毎日放送の浜村淳解説の深夜の映画番組『映画へようこそ』に、小橋はオープニングでヘラクレス役で出演していた。
- 海外のプロレスファンの間でも絶大な人気を誇っている。サモア・ジョーがスティーブ・オースチンのポッドキャストで語ったところ、ROHに参戦した際、小橋は「アメリカ人は俺がだれかなんて知らないだろう」と考えており、ミスター・フジのような古典的なジャパニーズヒールとして迎えられると予想していたが、日本のプロレス事情に明るく、日本人レスラーの技を好んで使用するジョーは「ROHに来るような連中はみんな知ってますよ。そういう連中はあなたの試合の海賊版を買って見ているんですから」とベビーフェイスとして迎えられるだろうと小橋に伝えている。実際、小橋は観客にベビーフェイスとして熱狂的に迎えられ、その歓迎ぶりを察した小橋はベビーフェイスとして観客の手に触れながら入場し、ジョーは試合開始から一貫して正統派ヒールとしての試合をこなした。
- ノア移籍以降のコスチュームのデザインは親交のある俳優・デザイナーの井浦新（ARATA）が担当。井浦はFortune KKの企業ロゴのデザインも手がけている。[24]

## 通り名など

### 通り名
小橋には昔から数々の通り名があり、小橋の成長・立ち位置の変化に伴って変わっていっている。以下、歴史順に記していく。
オレンジクラッシュ
小橋がオレンジ色のタイツを穿いていたことから名づけられた。秋山デビュー一周年の試合で繰り出した技の名前へそのまま受け継がれた。まだダイビング・ギロチン・ドロップをフィニッシュ技としていた頃である。オレンジ色はジャイアント馬場と交遊があった松山千春の発案とされる。
熱き青春の握り拳
小橋がムーンサルトを繰り出す前などに握りこぶしをつくり気合を入れていたことと、小橋のスタイルがまさしく若さ溢れる突貫ファイトであったことからこの名前がつけられた。最も長く親しまれた呼称であり、この名前が自伝「小橋健太 [青春自伝] 熱き握り拳」に採用されている。
この「青春の握り拳」をはじめとする「青春の〇〇」シリーズは『全日本プロレス中継』で実況を担当していた福澤朗が発祥で、かつ多用していた。福澤は当初プロレスに関して興味が薄く、小橋も「何がジャストミートなんだ」と思っていたという。ところが、福澤は小橋のファイトスタイルに感銘を受け、一方の小橋もプロレスを理解し造詣を深めていく福澤に人間的に惹かれていったと言う。その交流もあり、引退セレモニーに福澤も駆け付けた。ちなみに福澤が日本テレビに入社した年と小橋が全日本プロレスでデビューしたのは同じ1988年である。
熱き魂の握り拳
ベイダーを倒し第25代三冠王者に輝き念願だったチャンピオン・カーニバルで優勝した2000年を前後して、「もう30代で青春とかじゃないし」という理由で次第に「青春」から「魂」へと呼称がシフトしていった。あまり定着はしなかった。
黒小橋
2000年10月7日、ディファ有明で行われた小橋・力皇組対秋山・金丸組にてそれまでのオレンジタイツから突如として黒のタイツに履き替え入場してくると、今までとは違った非情な攻めを続け、秋山、金丸を剛腕ラリアットたった3発で失神においこんだ。そして10月11日の愛知県体育館大会、対大森戦でのシングルで見せた小橋の徹底的な攻めに大森は大流血、半失神状態に追い込まれる。それでもなお無理やり掴み起こしてラリアット等の攻撃を繰り返した。今までの小橋では考えられない非情さと、タイツを黒に変えていたことから畏怖の念を込めて称された。2003年3月1日の対三沢戦、同年11月1日の対小川戦でも上記と同様の非常な攻撃を見せ、この両試合の実況を担当した矢島学アナウンサーは「鬼小橋」と呼んでいる。
鉄人
復帰は無理と思われていた膝の手術から戻ってきたため、不屈の精神へ尊敬の念を込めてこう称された。GHC戴冠後から特に強調されだし、「鉄人小橋」と半ば枕詞と化していた。
ミスタープロレス
2003年、蝶野正洋が小橋との対決を熱望してノアの有明コロシアム大会を観戦した際、「小橋、お前はミスタープロレスだ!そして、新日本にも一人、ミスタープロレスがいる。それが俺だ!」と言い放った。2005年9月、小橋が初のアメリカ遠征に出向いた際、元祖ミスタープロレスでありミスターNWAと称されたハーリー・レイスから、「もう私はミスタープロレスではない。これからは小橋がミスタープロレス」と言われる。その後行われた試合では、NWA世界ヘビー級王座のレプリカベルトをレイスから巻いてもらった（後にそのベルトは「その名を受け継ぐには畏れ多い」という小橋の思いからレイスに返還されている）。現在WWE副社長であり元タッグパートナーのジョニー・エースからも同様の言葉を投げかけられた。このことから秋山はハーリー・レイス認定NWA世界ヘビー級王者と呼ぶこともあり、日本に存在するもう一人のミスタープロレス、天龍源一郎と区別するために「ハーリー・レイス認定ミスタープロレス」と付け加えることもある。
絶対王者
GHC戴冠後、選手権試合では必ず名勝負を繰り広げ勝ち続け、ノアのみならずプロレス界を一身で背負うその偉大な姿を指して「絶対王者」と称される。小橋を称する際の枕詞の如く使用され、まさしく絶対王者＝小橋という状況であった。力皇にGHCを奪われた後は殆ど使われなくなったが、この言葉のインパクトは大きかったらしくその後も「元絶対王者」等と使われることがしばしばある。
ジャパニーズ・レジェンド
2005年より、小橋はアメリカ、欧州と海外遠征に初めて出ることになったが、ROHのニューヨーク大会に出場した際、地元紙には「Japanese Legend」の文字が載った。アメリカでもコアなファンはネットによって小橋の存在や活躍を充分知っており、会場入りする前にはノアのTシャツを着たファンに出会ったほど。試合内容も日本と同様に熱い小橋を存分に見せつけ、会場全体から「KOBASHI」コールが響いた。試合後、会場は「ARIGATO」の大コールに包まれた。
伝説の男
2005年10月2日、秋山がWRESTLE-1 GRAND PRIX 2005でボブ・サップと初対決し敗れたことから、「伝説の男が4日に帰国するから、話してみるよ」と海外遠征中だった小橋にリベンジを期待する発言をし、10月8日の後楽園大会のセミで小橋とタッグで対決する際、表に「伝説の男 vs 野獣」、裏に「アニキ あとは 頼んだぞ!」というTシャツを着て入場し、小橋にTシャツを渡した。試合後のマイクでも、「アニキ、任せました!」と発言し握手を交わす。サップ戦は実現に至らず、2006年5月13日のK-1オランダ大会でサップが試合直前に逃亡した件に関して、同月15日にK-1の谷川貞治イベントプロデューサーが行った会見にて、サップが同年4月23日に行われたノアの日本武道館大会への出場オファーを拒否し、代役として曙がタッグマッチで出場した旨が明らかになった。
チョップ小橋
2005年の佐々木健介との一騎討ちで異常なチョップ合戦を繰り広げ、以降より一層チョップが小橋のトレードマークとなっているが、秋山が2005年末のノア中継スペシャルに於いて「ノアの話題賞」を考えた際、小橋を「チョップ小橋」と命名（秋山いわく「海外のファンが小橋さんのことをそう呼んでいた」とのこと）。小橋も「それに拘りますね」と発言した。

### キャラクター
ノア以降、ハロウィン興行やクリスマス興行等で普段のハードな試合展開とはかけ離れた楽しく夢のある興行を打つようになる。それに伴い小橋もいくつかのキャラクターをその場限定で演じることがあった。以下それらを記していく。
BLAZE
2002年10月31日、ディファ有明で行われたハロウィン興行ではハロウィンにちなみ全選手が覆面を被り、齋藤彰俊が演じる「パンプキンDEATH」を代表に楽しい試合を行っていた。しかし、メインイベントで登場したBLAZEという覆面レスラーは、いつものノアと変わらぬハードヒットを一人繰り返し、周りの覆面レスラーを戸惑わせた。常に真剣勝負の小橋らしい覆面レスラーである。
ケン様
2004年9月23日、ディファ有明で行われた東西対抗戦の第二部、西軍「ブサイクの祭典（1人を除く）」にて小橋軍と秋山軍の対抗戦が行われた。これに際し負けたチームのリーダーが罰ゲームとして「自腹でファン5名に夕食をご馳走する」ことと、「ペ・ヨンジュンのコスプレ」が秋山の提案により課されていた。最後には小橋対秋山という大将戦までもつれ込むが、場外乱闘の後秋山は橋誠を投げつけて小橋のリングインを阻み、場外カウント勝ちを収めた。憮然とした表情で小橋は控え室に引き上げる中、リング上で秋山は秋山らしく女性が出るまで何度もくじを引き直して5名を選出、場つなぎで橋にマツケンサンバIIを躍らせると遂に準備が完了する。冬のソナタの挿入歌が鳴り響く中、かつらにメガネ、セーター、マフラーとフル装備のケン様が笑顔で登場する。「アニョハセヨ」と韓国語で挨拶しポーズをとり、「もう一人ゲストが居ます! ユジン!」と紹介すると、花道からチェ・ジウとは似ても似つかぬ杉浦貴扮するスギンが登場。二人がリング上で寄り添うと、空から粉雪のような紙ふぶきが舞い落ちてきた。するとスギンが暴走しケン様の唇を奪おうと強引に迫って来る。貞操の危機を感じたケン様は渾身の袈裟斬りチョップを叩き込み、力でスギンをなだめ、二人は幸せそうに花道を引き上げていった。なお、これを見た秋山は「思ったとおりだね。感無量ですよ」、「ドーム以上の借りを返せた。次はクリスマスでコバケンサンバだ」と発言している。
剛腕大魔王
2004年12月24日、ディファ有明で行われたクリスマス大会において、毎年お約束と化していた日本テレビ製作（前年まではFIGHTING TV サムライ製作）の特別映像作品「ディファ有明戦隊ノアレンジャー」の中で登場したキャラクターの一人である（映像作品内の字幕では「豪腕大魔王」と表記されている）。セーラー服に身をつつみ、美しい長髪をなびかせるタモみに「おじちゃんとあそぼうか」と突如襲ってきた人物こそ剛腕大魔王その人である。しかし、三沢を中心としたやたらと多い「30人揃ってちょっとモッコリ、ディファ有明戦隊ノアレンジャー」に邪魔をされる。地力の違いで一気に27人を片付け残り3人としたが、ここでホワイトレンジャーがタモみの首根っこを掴み、サラサラヘアーをなびかせた。「それが正義の味方のやることか!」と気を取られている隙に、マツケンサンバを聴くと無性に踊りたくなる「スターネスサンバ」を受け敗れてしまった。上述の東西対抗戦にて試合後秋山が語っていた「クリスマスは躍らせる」という流れに上手く持っていったのだが、小橋は剛腕にモノを言わせ無理やり橋に踊らせた。全試合終了後、ノアレンジャーの姿のまま選手一人ひとりが挨拶を行う中、秋山は「ワシントンホテルで小橋が1人で泊まってます。よろしくお願いします」と発言し、小橋は「剛腕大魔王です。こんな格好で言うのも何ですでけど、今年1年どうもありがとうございました。来年もプロレス道へまい進していきます。よろしくお願いします」と大会を締めた。

## 歴代付き人
秋山準は全日本入門より小橋の下でトレーニングを積んでいたが、付き人にはなっていない。
- 初代 - 金丸義信
- 2代 - KENTA
- 3代 - 潮崎豪
- 4代 - 谷口周平
- 5代 - 伊藤旭彦

## 出演
テレビドラマ
- 『森村誠一サスペンス「魔性の群像 刑事・森崎慎平5」』（2019年1月28日、TBS） - 真島正義 役[26]

CM
- 日本コロムビア「CHARCOAL FILTERのベストアルバム『C☆BEST＋Flying Hi-High』」（2003年）
- EMIミュージック・ジャパン「今井美樹ベストアルバム『Premium Ivory -The Best Songs Of All Time-』」（2015年）[27]

PV
- AKB48「恋するフォーチュンクッキー」
- みずき舞「知床恋文」

トレーディングカードゲーム
- 戦国大戦（SS秋山信友）

ラジオ
- Changeの瞬間 〜がんサバイバーストーリー〜（2022年6月12日・19日、朝日放送ラジオ）[28]

## 引退興行
- 大会名 : 『FINAL BURNING in Budokan』小橋建太引退記念試合
- 日時 : 2013年5月11日（土）
- 場所 : 日本武道館
- 観衆 : 17,000人（超満員）

| 小橋建太引退記念試合『FINAL BURNING』8人タッグマッチ 60分1本勝負 |                                                     |                                       |
| ○小橋建太 武藤敬司 秋山準 佐々木健介 | 39分59秒 ムーンサルトプレス→体固め                  | KENTA 潮崎豪 金丸義信● マイバッハ谷口 |
| 第6試合『Four Men GET Together』スペシャルタッグマッチ 60分1本勝負 |                                                     |                                       |
| ●丸藤正道 鈴木みのる | 18分26秒 エベレストジャーマンスープレックスホールド | 高山善廣○ 大森隆男                    |
| 第5試合『NOAH vs NJPW』スペシャル6人タッグマッチ 60分1本勝負 |                                                     |                                       |
| 杉浦貴 モハメド・ヨネ ●齋藤彰俊 | 14分23秒 ハイフライフロー→片エビ固め                | 棚橋弘至○ 永田裕志 小島聡             |
| 第4試合『J's Spirits vs Revolution』スペシャルタッグマッチ 30分1本勝負 |                                                     |                                       |
| 森嶋猛 ●井上雅央 | 8分38秒 横入り式エビ固め                            | 天龍源一郎 小川良成○                  |
| 第3試合『BURNING vs BURNING』タッグマッチ 30分1本勝負 |                                                     |                                       |
| 本田多聞 ●志賀賢太郎 | 11分29秒 エンドレスワルツ                           | 鈴木鼓太郎○ 青木篤志                  |
| 小橋建太引退セレモニー |                                                     |                                       |
| 主な花束贈呈来場者：川田利明、蝶野正洋、百田光雄、野田佳彦元内閣総理大臣、伍代夏子、徳光和夫、テリー伊藤、福澤朗、井浦新、倉持明日香（AKB48）、馳浩、力皇猛、田上明 レターメッセージ：ジョン・ロウリネイティス(旧：ジョニー・エース) VTRメッセージ：スタン・ハンセン |                                                     |                                       |
| 第2試合『This is the NOAH Junior』タッグマッチ 30分1本勝負 |                                                     |                                       |
| ●SUWA 平柳玄藩 | 8分45秒 450°スプラッシュ→体固め                     | 石森太二○ 小峠篤司                    |
| 第1試合『Feel the Dengerzone』15分1本勝負 |                                                     |                                       |
| ○渕正信 | 6分21秒 バックドロップ→体固め                       | 熊野準●                               |
| 開会宣言：ハヤブサ |                                                     |                                       |

## 書籍
- がんと生きる（2018年3月26日、ワニブックス、ISBN 978-4847096501）
- 小橋健太、熱狂の四天王プロレス（2016年1月30日、ワニブックス、ISBN 978-4847094255）
- 今日より強い自分になる（2014年4月25日、ワニブックス、ISBN 978-4847092398）
- 自伝小橋建太 悔いは、ない（2013年5月14日、ベースボールマガジン社、ISBN 978-4583105680）
- 生きる。―がんと向きあう7人のストーリー （共著、2009年8月19日、幻冬舎、ISBN 978-4344017184）
- 覚悟を決めると楽になる（北井孝英著、2020年8月13日、知道出版、ISBN 978-4-88664-330-8 C0037）秋山準、北井孝英、友野英俊との座談会に参加